# Société française Anton Bruckner

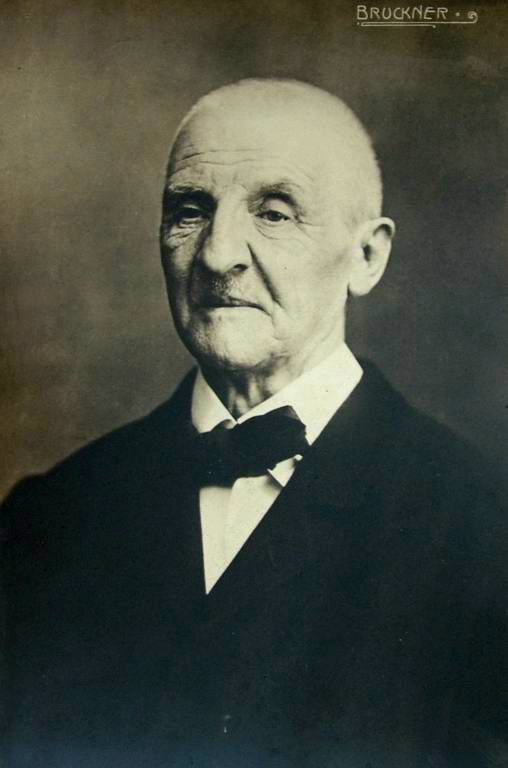
Anton Bruckner.

La Société française Anton Bruckner est une association de musicologie créée le 11 octobre 1957, autour de l'œuvre du symphoniste autrichien Anton Bruckner ainsi que de celles des compositeurs classiques européens du XIXe siècle, par le musicologue Paul-Gilbert Langevin. C'est une association loi de 1901, qui disparaît au décès de ce dernier en 1986.

## Histoire
La Société française Anton Bruckner sert à promouvoir le travail musicologique de cette période et les publications dans ce domaine, notamment dans Le Monde de la musique, la Revue musicale, aux Éditions L'Âge d'Homme...
Elle est localisée à l'adresse personnelle de Paul-Gilbert Langevin, au 88, rue Claude-Bernard dans le cinquième arrondissement de Paris, ses membres étaient entre autres et surtout des collègues musicologues, mais aussi des chefs d'orchestre, des musiciens, des critiques musicaux.
Elle est fréquentée par Harry Halbreich, Gustav Kars, Jacques Feschotte, Pierre Vidal, Marc Vignal, Jean-Luc Caron mais aussi Eric-Paul Stekel, Florian Hollard, Anne Rey, Pierre Balascheff, Brian Newbould.
Elle publie la revue L'Harmonie du Monde.
La Société française Anton-Bruckner est affiliée à la Société internationale Bruckner (en allemand : Internationale Bruckner-Gesellschaft), fondée à Vienne en 1929, dont elle constitue une filiale, selon l'article IV de ses statuts.

## Importance du rôle de l'association
Il convient de souligner le travail de transmission effectué à la suite de la création d'associations consacrées à Anton Bruckner, au niveau international en Autriche, comme ce fut aussi le cas aux États-Unis, avec la Bruckner Society of America, sans omettre à l'opposé, l'échec de fondation en Belgique et la cessation de l'association française au décès de Paul-Gilbert Langevin en 1986 :

« À la fin des années 50, une tentative de création d’une Société Bruckner en Belgique, en association avec l’Internationale Bruckner Gesellschaft fut abandonnée à la suite des réactions décevantes des milieux professionnels tant côté francophone que flamand. Sans doute la Bruckner Society of America aurait-elle mérité d’être mentionnée également, la collection de son bulletin Chord and Discord depuis 1932 étant accessible sur le web. Une société française a existé du temps de Paul-Gilbert Langevin. »

S'agissant de la Société française, Michel Lancelot, dans son ouvrage Anton Bruckner, l'homme et son œuvre, détaille le rôle important joué par l'association pour la diffusion des œuvres de Bruckner en France. Il insiste notamment sur le fait que :

« C'est à… Paul-Gilbert Langevin, que revient le mérite d'avoir doté le mouvement brucknérien de son cadre définitif et de sa forme officielle : avec l'appui des plus grands chefs brucknériens de notre temps, Volkmar Andreae, Carl Schuricht, Eugen Jochum, il fonde, le 11 octobre 1957, L'Harmonie du Monde, affiliée, avec le sous-titre de Société française Anton Bruckner, à la Bruckner Gesellschaft et chargée de représenter celle-ci dans notre pays. Par la parole autant que par l'action, par la publication d'un cahier documentaire, par d'incessantes démarches auprès de musiciens, de critiques, d'éditeurs, d'organisateurs, Langevin réussit, en dix années d'un effort de pionnier qui se confond avec sa vie, à susciter assez de sympathies pour que le nom de Bruckner puisse paraître aujourd'hui définitivement sauvé de l'oubli. »

Il ajoute que la mission essentielle de la Société Française Anton Bruckner a consisté en l'organisation de concerts « le Quintette en fa (1959 et 1964), le Quatuor en ut mineur (création en France en 1960), la IVe Symphonie (1962, Lamoureux) » et surtout à informer les chefs d'orchestre de l’existence des partitions originales au lieu des « arrangements édulcorés » des élèves de Bruckner répandus depuis le début du XXe siècle.
Par ailleurs, le livre est illustré de photographies provenant de la Société française Anton Bruckner.

## Publications notables
- Paul-Gilbert Langevin, Le Siècle de Bruckner, dans la Revue musicale, 1975.
- Paul-Gilbert Langevin, Anton Bruckner, apogée de la symphonie, Éditions L'Âge d'Homme, 1977.

## Fonctionnement
Son fonctionnement figure dans le numéro 1 de sa revue L'Harmonie du Monde :

### Présidents d'honneur
- Max Auer, auteur et musicologue autrichien ;
- Leopold Hager, chef d'orchestre autrichien ;
- Eugen Jochum, chef d'orchestre allemand ;
- Volkmar Andreae, compositeur et chef d'orchestre suisse.

### Conseil artistique
- Jacques Feschotte, homme de lettres, musicologue et critique musical français ;
- Armand Machabey, musicologue français ;
- Olivier Messiaen, compositeur, organiste et pianiste français ;
- Félix Raugel, musicien, chef d'orchestre et musicologue français ;
- Émile Vuillermoz, compositeur, musicographe et critique musical français.

### Principaux collaborateurs
- Antoine Goléa, musicologue français d'origine roumaine ;
- Eugène Bigot, chef d'orchestre et compositeur français ;
- Georges Sébastian, chef d'orchestre hongrois puis français ;
- Roberto Benzi, chef d'orchestre et pianiste franco-italien.

### Fondateurs
- Paul-Gilbert Langevin, secrétaire général, musicologue (fils du physicien Paul Langevin) ;
- Georges Proca, musicologue (fils du physicien Alexandre Proca) ;
- Michel Labolle
- Jack Garnier, trésorier

## Photographies

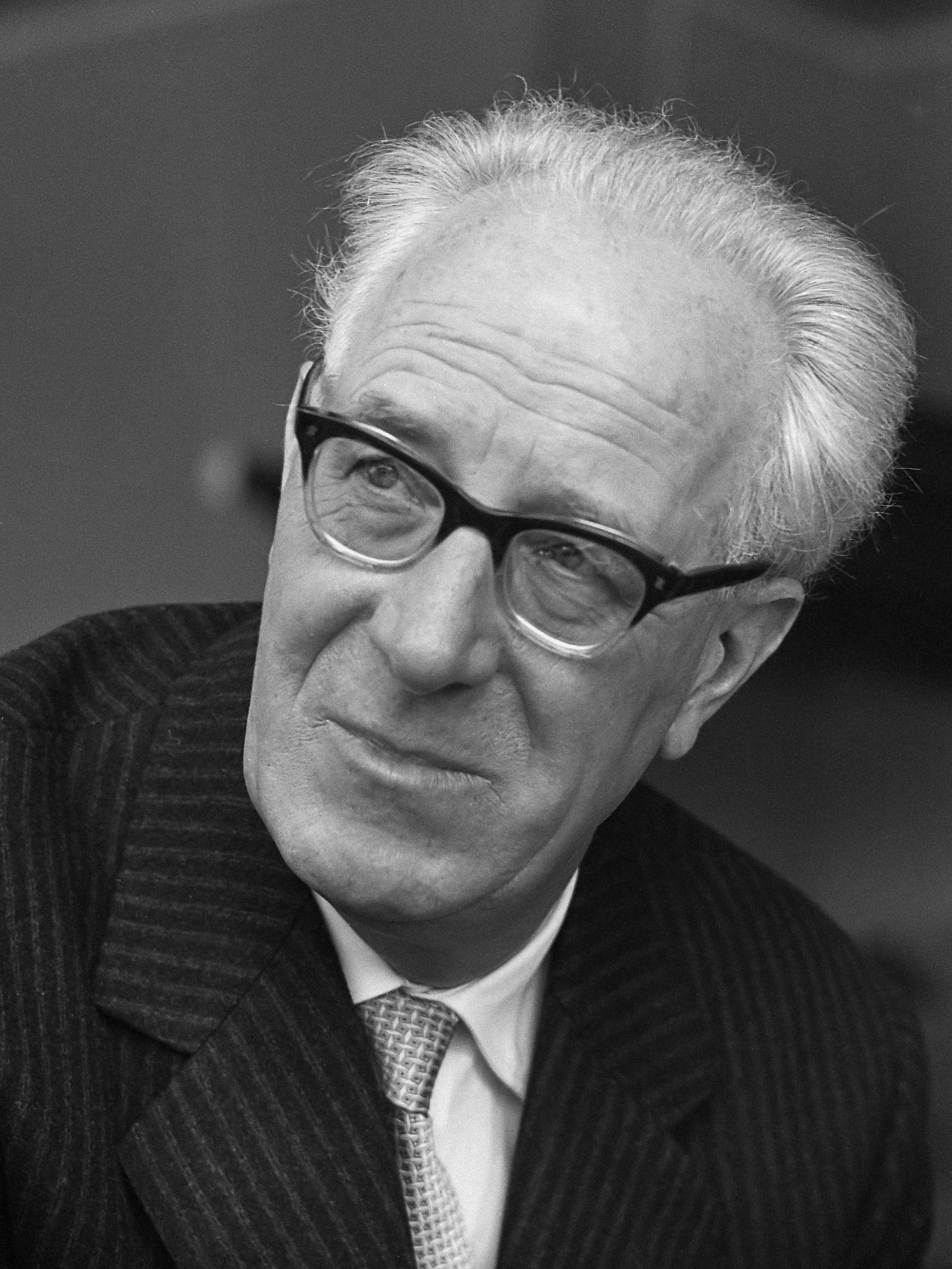
Eugen Jochum, en 1961.
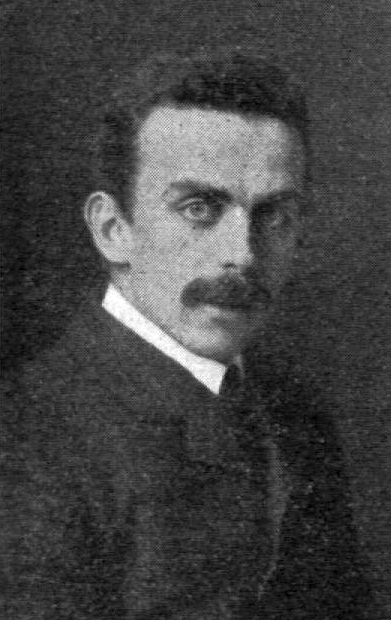
Volkmar Andreae, en 1909.
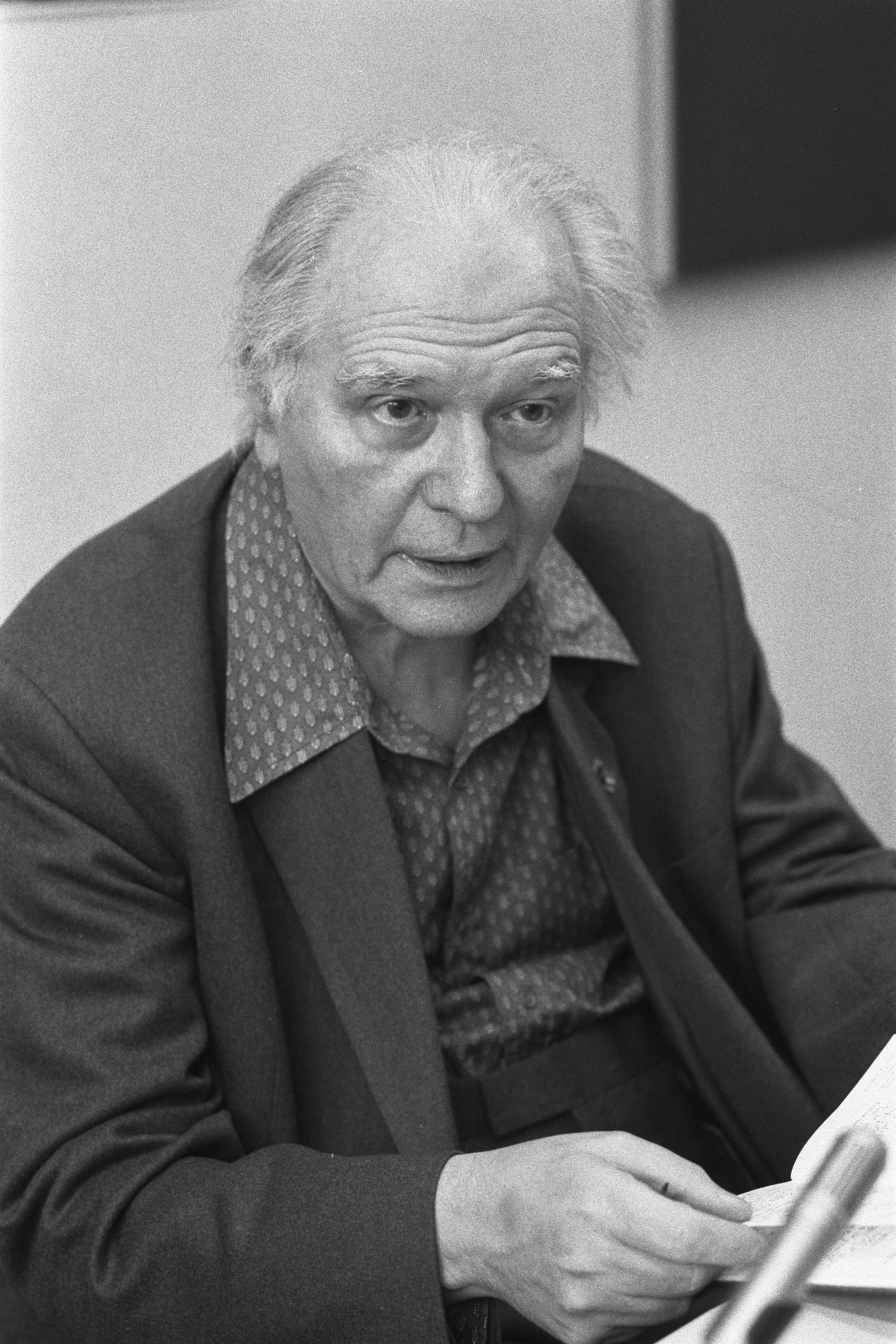
Olivier Messiaen, en 1986.
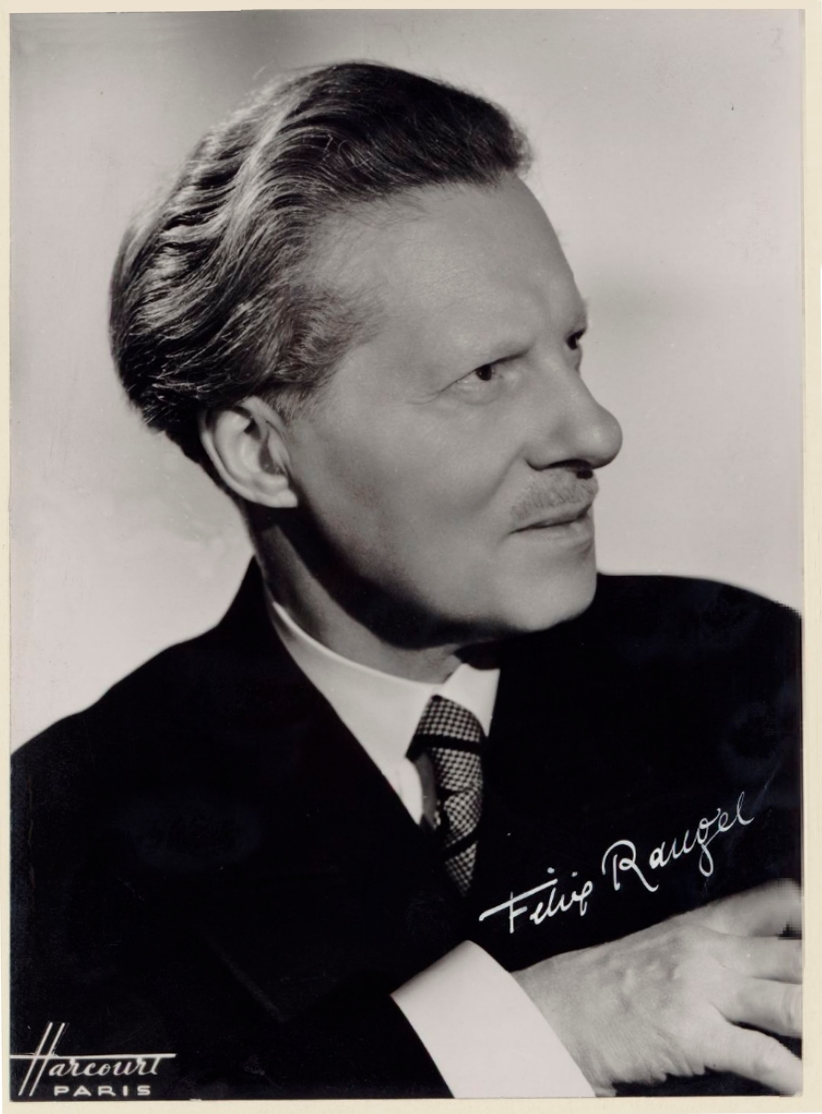
Félix Raugel, vers 1950.
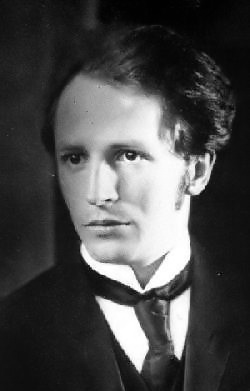
Carl Schuricht, vers 1910.
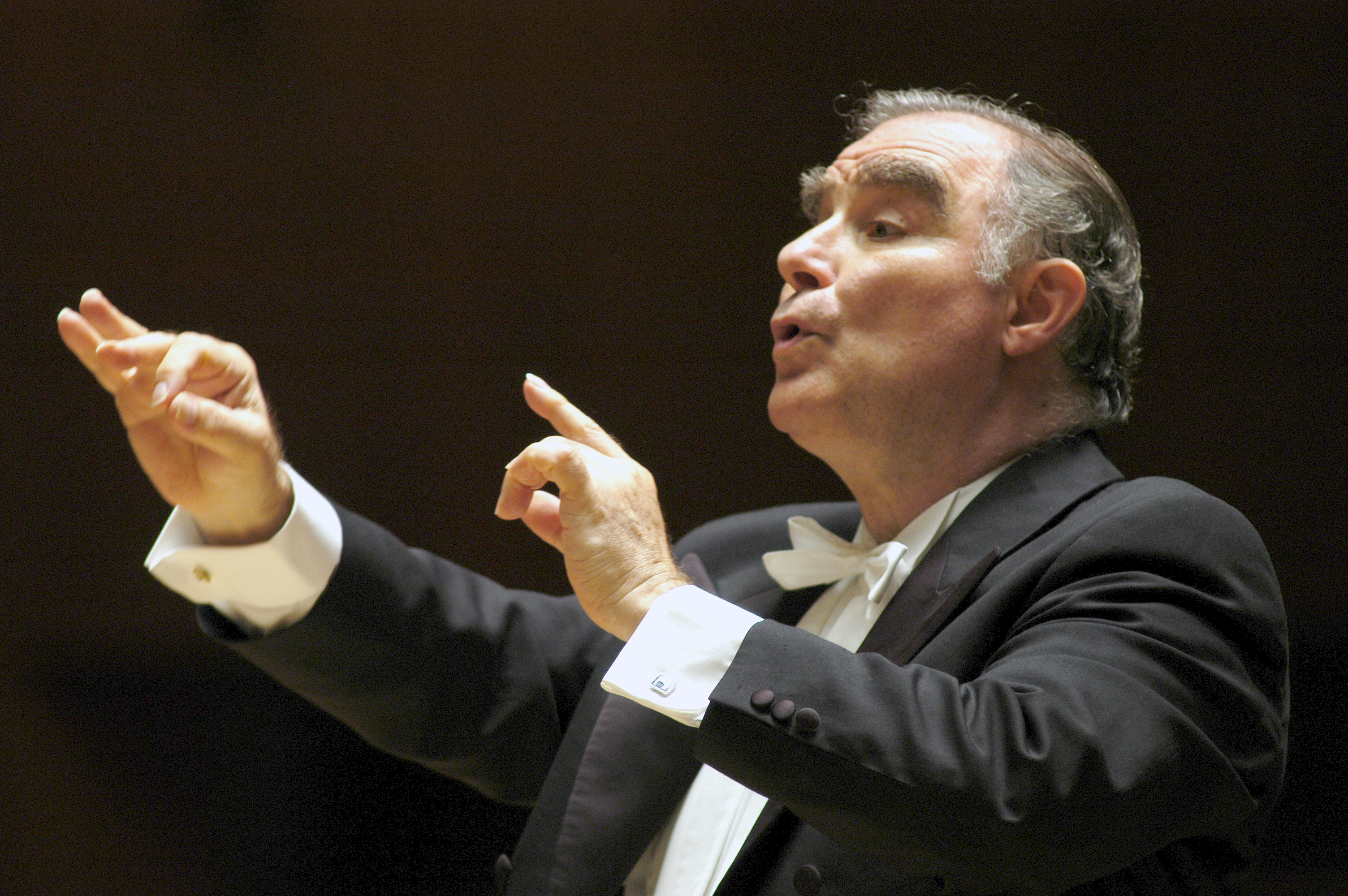
Roberto Benzi, en 2003.
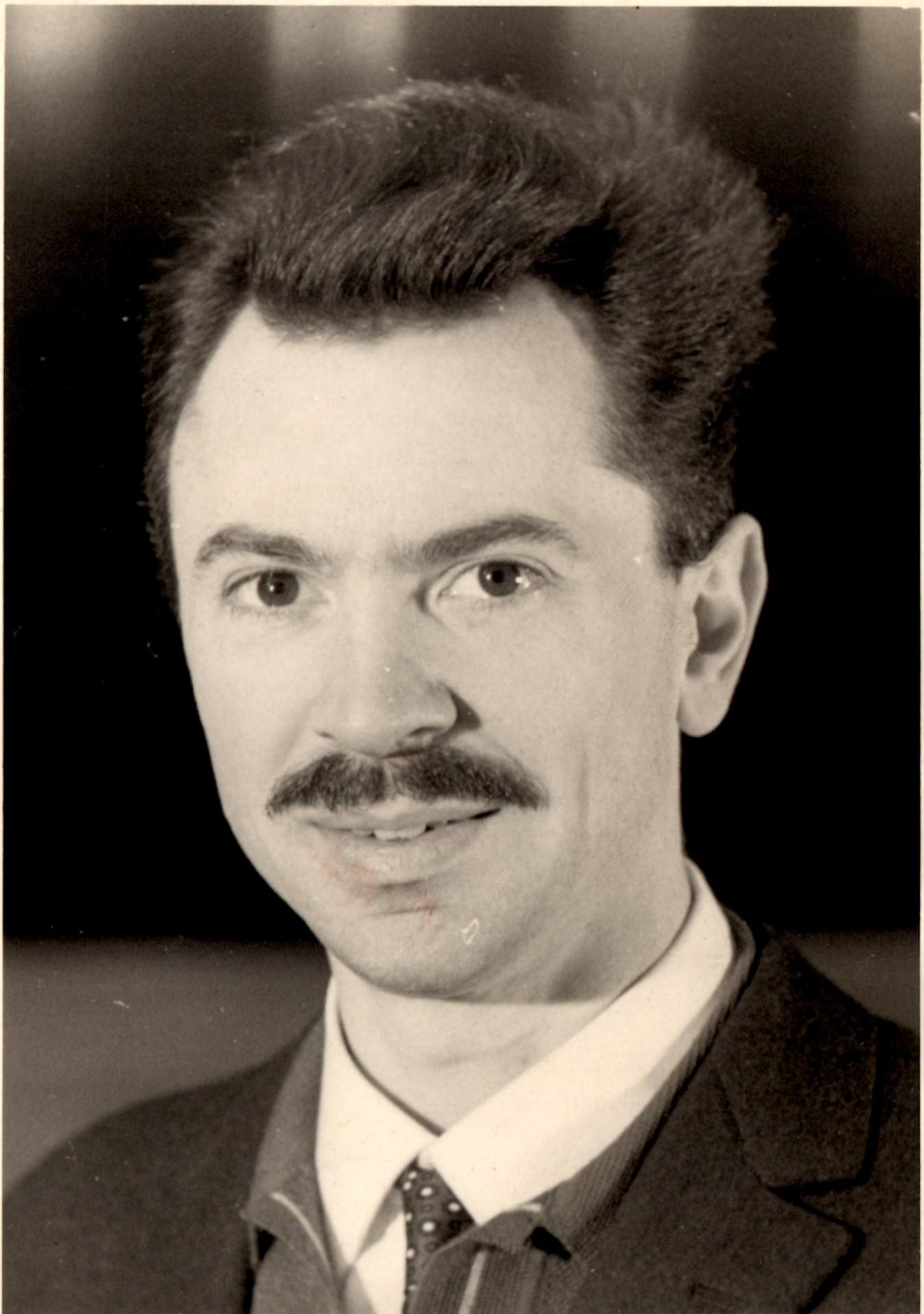
Paul-Gilbert Langevin, vers 1960.
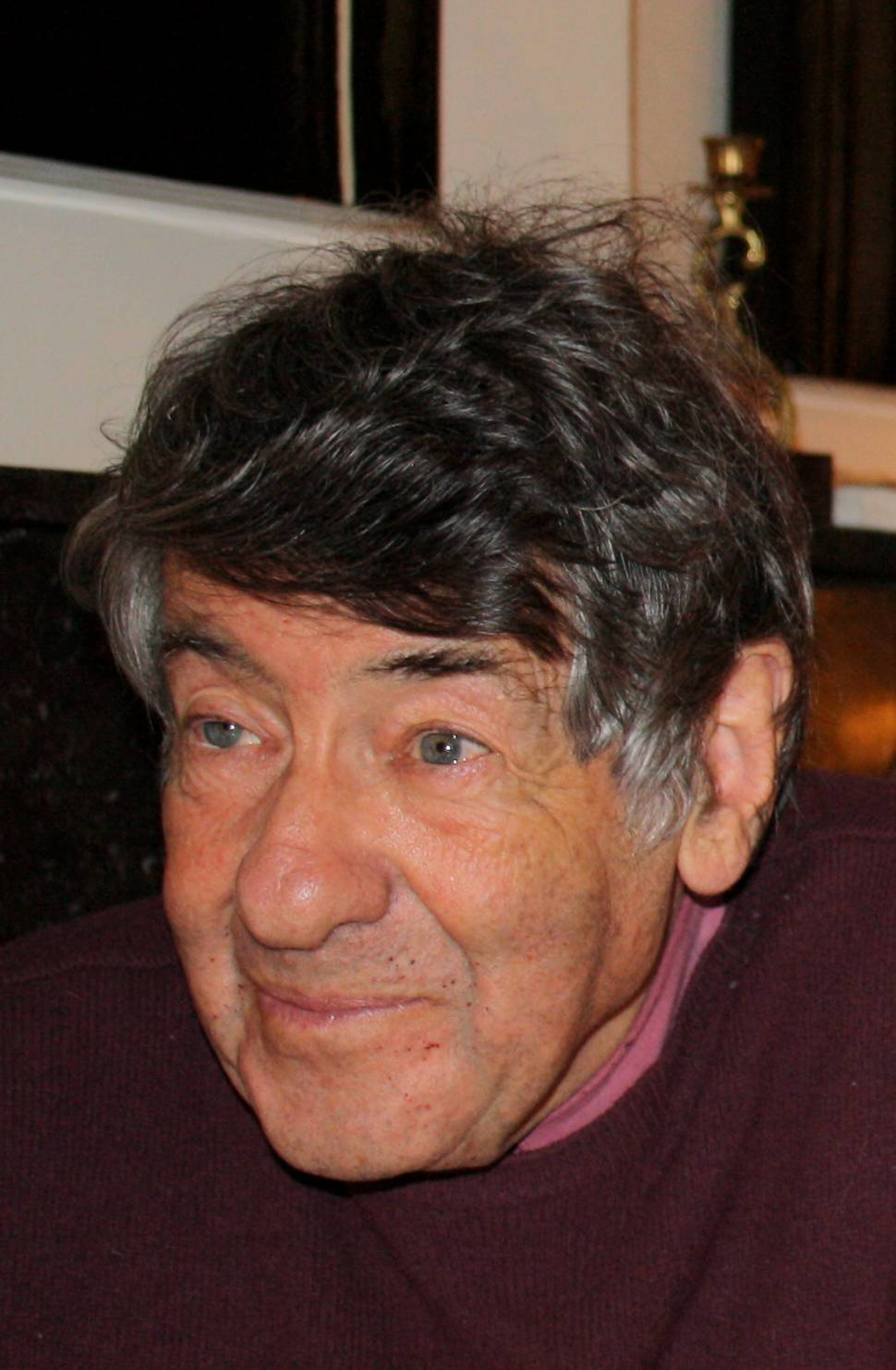
Harry Halbreich, en 2009.